# Mind Key
Mind Key ist eine italienische Progressive-Metal-Band aus Neapel, die im Jahr 1999 gegründet wurde.

## Geschichte
Die Band wurde Anfang 1999 von Keyboarder Dario De Cicco und Gitarrist Emanuele Colella gegründet. Nachdem Schlagzeuger Andrea Stipa zur Band gekommen war, begann die Gruppe mit dem Arbeiten zum ersten Demo Welcome to Another Reality, das schließlich im Jahr 2000 aufgenommen wurde. Dadurch erreichte die Band einen Vertrag bei Frontiers Records. Als neue Mitglieder waren nun Sänger Mark Basile und Bassist Raffaele Castaldo in der Band. Das Debütalbum erschien im Juli 2004 unter dem Namen Journey of a Rough Diamond. Kurz vor Veröffentlichung verließ Mark Basile die Band und wurde durch Aurelio Fierro Jr. ersetzt. Danach folgten diverse Auftritte, wobei die Band auch als Vorband für Dream Theater auf ihrer Tour spielte. Außerdem trat sie als Vorband für Vision Divine und Pendragon auf und spielte auf dem ProgPower Europe. Während eines Auftritts in Polen wurde die Live-DVD Habemus Poland aufgenommen, wobei Giorgio Adamo als Sänger zu hören war. Adamo verließ schon bald wieder die Band, sodass er auf keinem Studioalbum zu hören war. Sein Platz wurde durch Aurelio Fierro Jr. ersetzt, der wieder zur Band zurückkehrte. Danach schlossen sich die Aufnahmen zum zweiten Album Pulse for a Graveheart an. Kurz vor der Veröffentlichung verließ Bassist Raffaele Castaldo die Band und wurde später durch Lucio Grilli ersetzt. Das Album wurde danach von Dennis Ward abgemischt und gemastert und im Juli 2009 veröffentlicht, wobei Derek Sherinian (Dream Theater, Alice Cooper), Reb Beach (Whitesnake, Winger) und Tom Englund (Evergrey) darauf als Gastmusiker zu hören waren. Im September 2010 verließ Schlagzeuger Andrea Stipa die Band und wurde durch Mirkko De Maio ersetzt.

## Stil
Die Band spielt klassischen Progressive Metal, wobei ihre Musik als eine Mischung aus Dream Theater und Symphony X beschrieben wird.

## Diskografie
- 2000: Welcome to Another Reality (Demo, Eigenveröffentlichung)
- 2004: Journey of a Rough Diamond (Album, Frontiers Records)
- 2006: Habemus Poland (Live-DVD, Metal Mind Productions)
- 2009: Pulse for a Graveheart (Album, Frontiers Records)